# Сім'ятичі
Сім'я́тичі ((пол. Siemiatycze, біл. Сямятычы) — місто на сході Польщі, одне з трьох найбільших міст Північного Підляшшя, адміністративний центр Сім'ятицького повіту Підляського воєводства. Місто розташоване на річці Камйонка, за 100 км від Білостока. Населення (2007) — 15,1 тис. чоловік.

## Історія
Уперше Сім'ятичі згадано 1443 р. Їх започатковано в першій половині XV ст. До XIX ст. було приватною власностю, належало до Судимонтовичів, Тенчинських, Шидловецьких, Боговитинів, Радзивиллів, Сопігів. Дістало міські права (Магдебурзьке право) в 1542 році від Сигізмунда II Августа. В 1580 р. налічувало 241 домів і 1446 жителів, які займались передусім рільництвом (145 волок міського ґрунту) і торгівлею збіжжям, було також 27 ремісників. У XVI ст. у Сім'ятичах був Руський ринок та церква.
Особливе місце в його історії займає друга половина XVIII ст. колі власницею міста була княжна Анна Яблоновська. Сім'ятичі перетворюються на розвинуте промислове та культурне місто. В 1775 р. начислювали 300 домів і 3500 жителів, що торгували, рільникували й ткали.
Після поділів Польщі був в 1795—1807 у складі Пруссії, потім Російської імперії. В 1897 р. було в місті 6150 жителів, в 1910 р. вже 12000.
У міжвоєнний період євреї становили 65 % населення міста, поляки — 26 %, білоруси — 8 %. Після І світової війни число населення впало до 5694 (1921 р.), збільшившись до 7850 в 1939 р.
Розпорядженням міністра внутрішніх справ 12 квітня 1934 р. розширено територію міста: з сільської ґміни Сім'ятичі вилучено село Аннополь та приєднано до міста.
За II св. війни місто втратило 65 % населення — передусім жидівського — в 1946 р. було тут 4106 жителів. За війни нацисти знищили єврейську громаду.
В 1952—1975 повітовий центр, зараз центр гміни Siemiatycze. Сьогодні Семятичі населені переважно поляками, які складають понад 97% населення міста. Тепер населення міста зростає: 13 453 жителів (1988), 15 060 (2008).

## Церква
Першу церкву в Сім'ятичах фундував в 1431 тодішній власник Кмита Судимонтович — на потреби міщан і околичної православної шляхти. В 1789 р. Сім'ятицька уніятська парафія начислювала 2511 віруючих, з яких 456 осіб жило в самому місті, в 1865 р. почалася будова сучасного, мурованого будинку церкви Св. Ап. Петра і Павла. Перед початком І св. війни православна парафія в Сім'ятичах начислювала 6625 віруючих — в самому місті і 22 в околичних селах.
На території гміни Сім'ятичі проживає 7614 жителів (41 сіл).

## Демографія
Демографічна структура станом на 31 березня 2011 року:
|          | Загалом | Допрацездатний вік | Працездатний вік | Постпрацездатний вік |
| -------- | ------- | ------------------ | ---------------- | -------------------- |
| Чоловіки | 7185    | 1427               | 5097             | 661                  |
| Жінки    | 7849    | 1348               | 4983             | 1518                 |
| Разом    | 15034   | 2775               | 10080            | 2179                 |

## Галерея

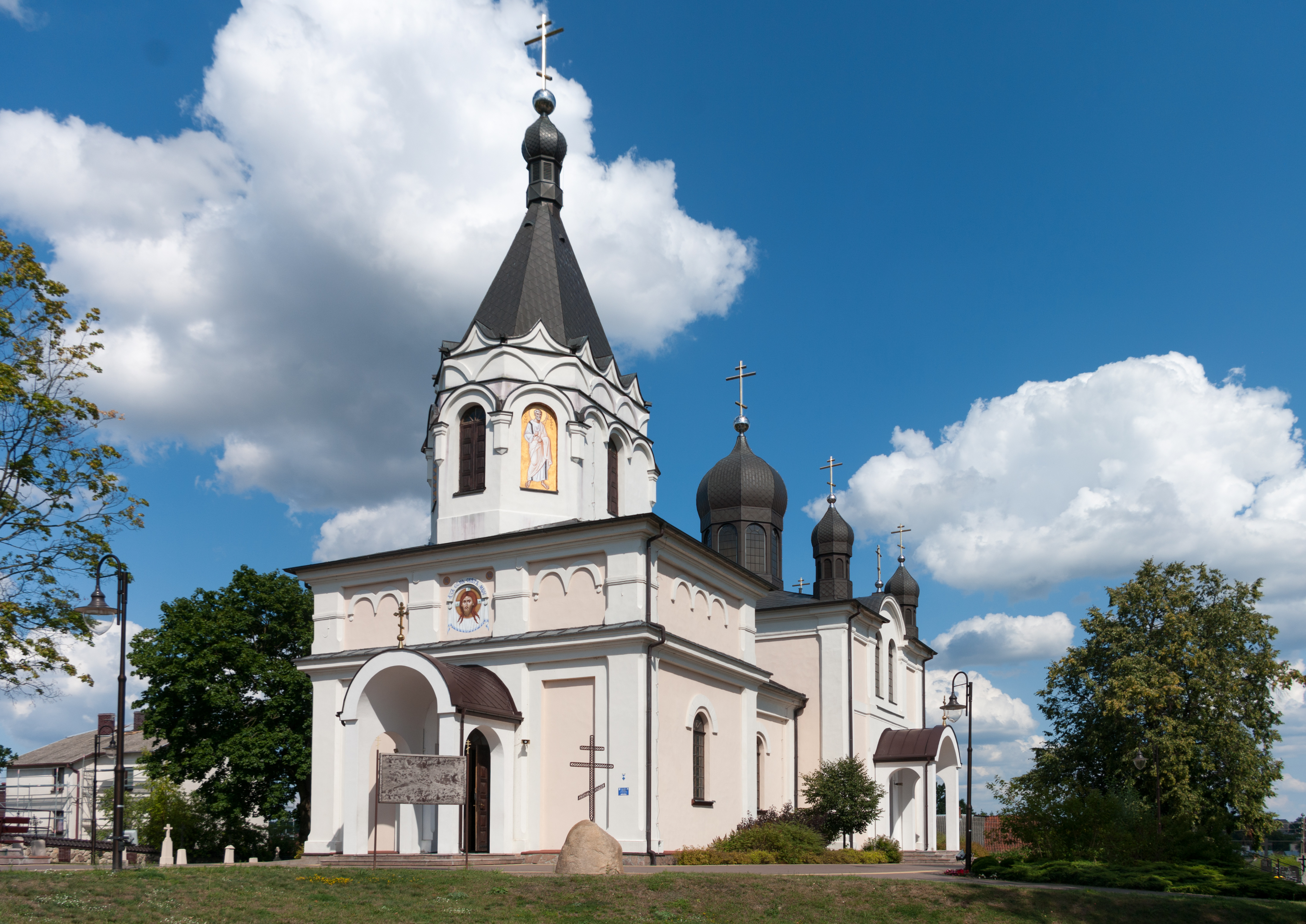
Польська православна церква - (Православ'я в Польщі)
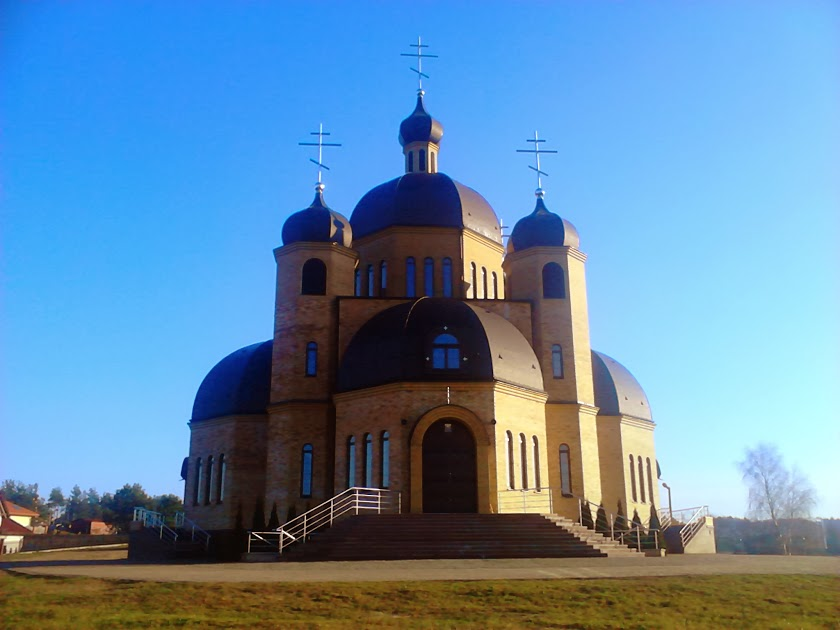
Православна церква
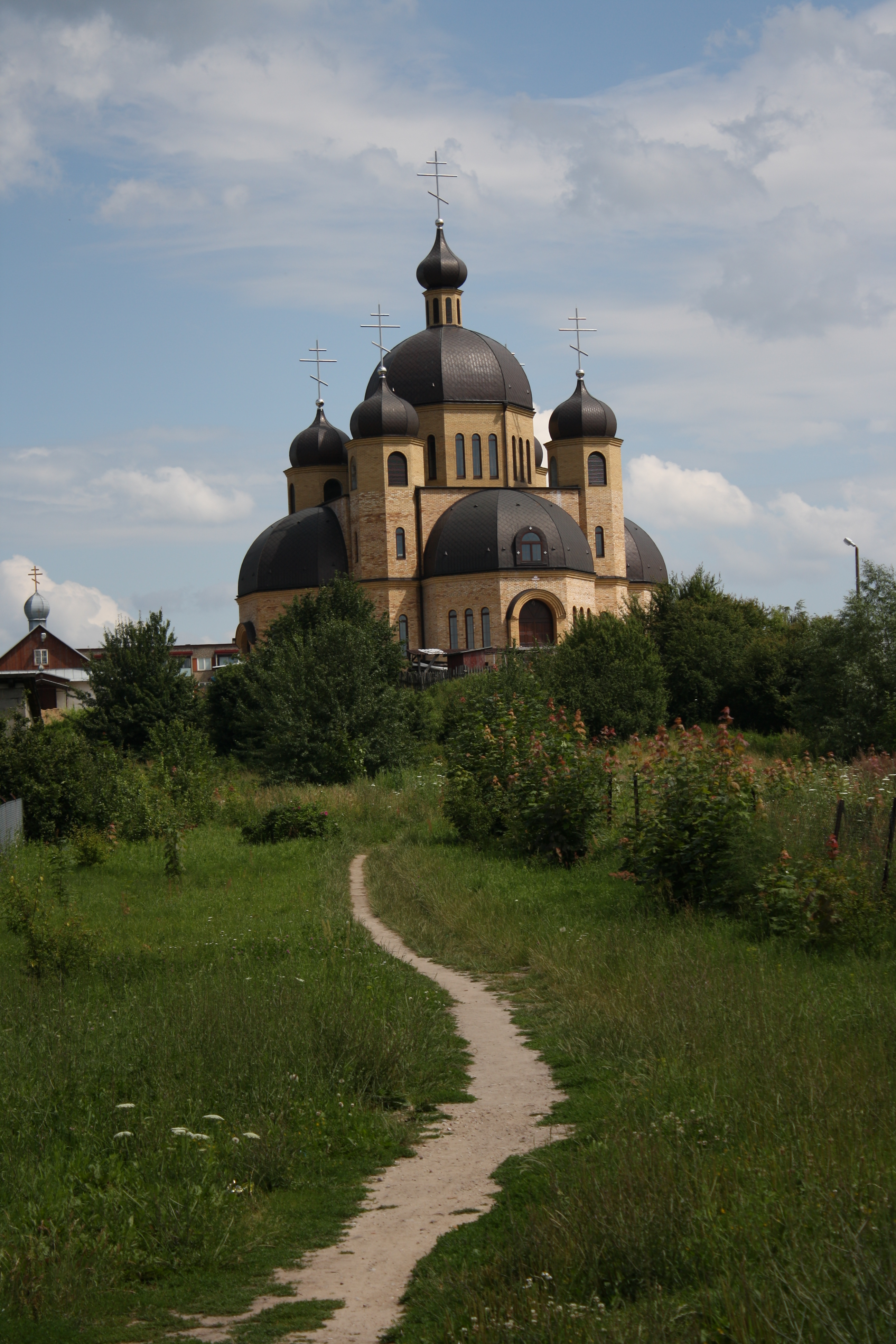
Церква